# Literarischer Sachverständigen-Verein
Literarische Sachverständigen-Vereine (historische Schreibweise: Litterarischer Sachverständigen-Verein, auch Königlich Preußischer Litterarischer Sachverständigen-Verein, Literarische Sachverständigen-Kammer) waren Institutionen zur Begutachtung von Urheberrechtsverletzungen.
Der erste Sachverständigen-Verein wurde in Preußen 1837 gegründet. Er hatte Gutachteraufgaben im Bereich der Buchproduktion. Er wurde von Gerichten in Urheberrechtsprozessen in Anspruch genommen und zwar in Fällen, falls „in Prozessen Zweifel entständen, ob der Thatbestand des Nachdrucks, des unerlaubten Abdrucks oder der unbefugten Nachbildung vorliege, oder welcher Entschädigungsbetrag dem Verletzten zu gewähren sei“.
Dieser Sachverständigen-Verein bestand aus sieben Mitgliedern, die „aus den verschiedenen, bei der Nachdrucksgesetzgebung wesentlich interessirenden Berufsklassen“ kamen.
Im Königreich Sachsen und im Großherzogtum Sachsen-Weimar wurden kurz darauf ebenfalls derartige Gutachtergremien gebildet.
Mit der deutschen Reichsgründung 1870 wurde dieses System für das
ganze Deutsche Reich übernommen. Darüber hinaus etablierten sich musikalische, künstlerische, gewerbliche und fotografische Sachverständigen-Vereine.